# Ecnomina bula
Ecnomina bula là một loài Trichoptera trong họ Ecnomidae. Chúng phân bố ở miền Australasia.